# Okholm Sogn
Okholm Sogn (på tysk Kirchspiel Ockholm) er et sogn i det vestlige Sydslesvig, tidligere i Nørre Gøs Herred (≈ Bredsted Landskab, Bredsted Amt, indtil 1785 under Flensborg Amt), nu i Okholm Kommune i Nordfrislands Kreds i delstaten Slesvig-Holsten. 
I Okholm Sogn findes flg. stednavne:
- Bongsil (Bongsiel)
- Christiansværft (også Christiansværre, Christianswarft)
- Dideriksværft (Diedrichwarft)
- Egensværft (også Egensværre, Eggenswarft)
- Feddersværft (Feddersværre, Fedderswarft)
- Gaardværft (også Gaardeværre, Kleine og Große Gaarde)
- Grønsværft (også Grønsværre, Grünewarft)
- Kirkeværft (Kirchwarft)
- Louise-Reussen Kog (oktrojeret kog, Louisenkoog)
- Munkebro Kro (Munksbrück)
- Nordværft (også Nordværre)
- Nørredige (Norddeich)
- Okholm (Ockholm)
- Okholm Kog
- Petersværft (Petersværre, Peterswarft)
- Rejklefsværft (også Rejklefsværre, Redlefswarft)
- Sydværft (også Sydværre, Süderwarft)
- Sønderdige (Süderdeich)
- Sønnensværft (også Sønnensværre, Sönnenswarft)
- Todensværft (også Todesværre, Tadenswarft)